# Heliocopris helleri
Heliocopris helleri är en skalbaggsart som beskrevs av Felsche 1907. Heliocopris helleri ingår i släktet Heliocopris och familjen bladhorningar. Inga underarter finns listade i Catalogue of Life.